# Chiesa di San Luca (Venezia)
La chiesa di San Luca Evangelista è un edificio religioso della città di Venezia, situato nel sestiere di San Marco.

## Storia
La chiesa di San Luca Evangelista venne innalzata nell'XI secolo dalle famiglie patrizie Dandolo e Pizzamano come chiesa parrocchiale con struttura veneto-bizantina a tre navate.
Fu restaurata e rinnovata tra il XIII e il XIV secolo.
Verso la metà del XVI secolo la chiesa venne totalmente ricostruita e consacrata nel 1617.
L'orientamento originario rimase lo stesso ma l'architettura venne cambiata secondo i gusti dell'epoca.

## Descrizione
La facciata, che si affaccia sulla piccola fondamenta, è di tipo a capanna ad un solo ordine. Nel 1827 subì un crollo parziale e fu restaurata da Sebastiano Santi nel 1832.
Il portale è un elemento architettonico di un certo rilievo.
L'interno è ad una sola navata con cappelle absidali. Alle pareti sono posti gli altari laterali.
Il soffitto piano è affrescato da Sebastiano Santi e raffigura San Luca, patrono della chiesa, San Paterniano e San Benedetto, compatroni. 
Nel presbiterio è conservato, sopra all'altare costruito nel 1581, una pala di Paolo Veronese che rappresenta La Vergine in gloria appare a san Luca in atto di scrivere il Vangelo.
Nella cappella laterale destra si trova un dipinto di Palma il Giovane (1528-1588) raffigurante La Vergine in gloria e santi.
Nel secondo altare a sinistra dell'entrata principale è posta l'opera Lorenzo Giustiniani, primo patriarca di Venezia che avvicina i malati e distribuisce l'elemosina di Carlo Loth, sepolto nella chiesa; sul secondo altare a destra è la pala San Ludovico re, santa Cecilia e santa Margherita di Nicolas Régnier.

## Galleria d'immagini

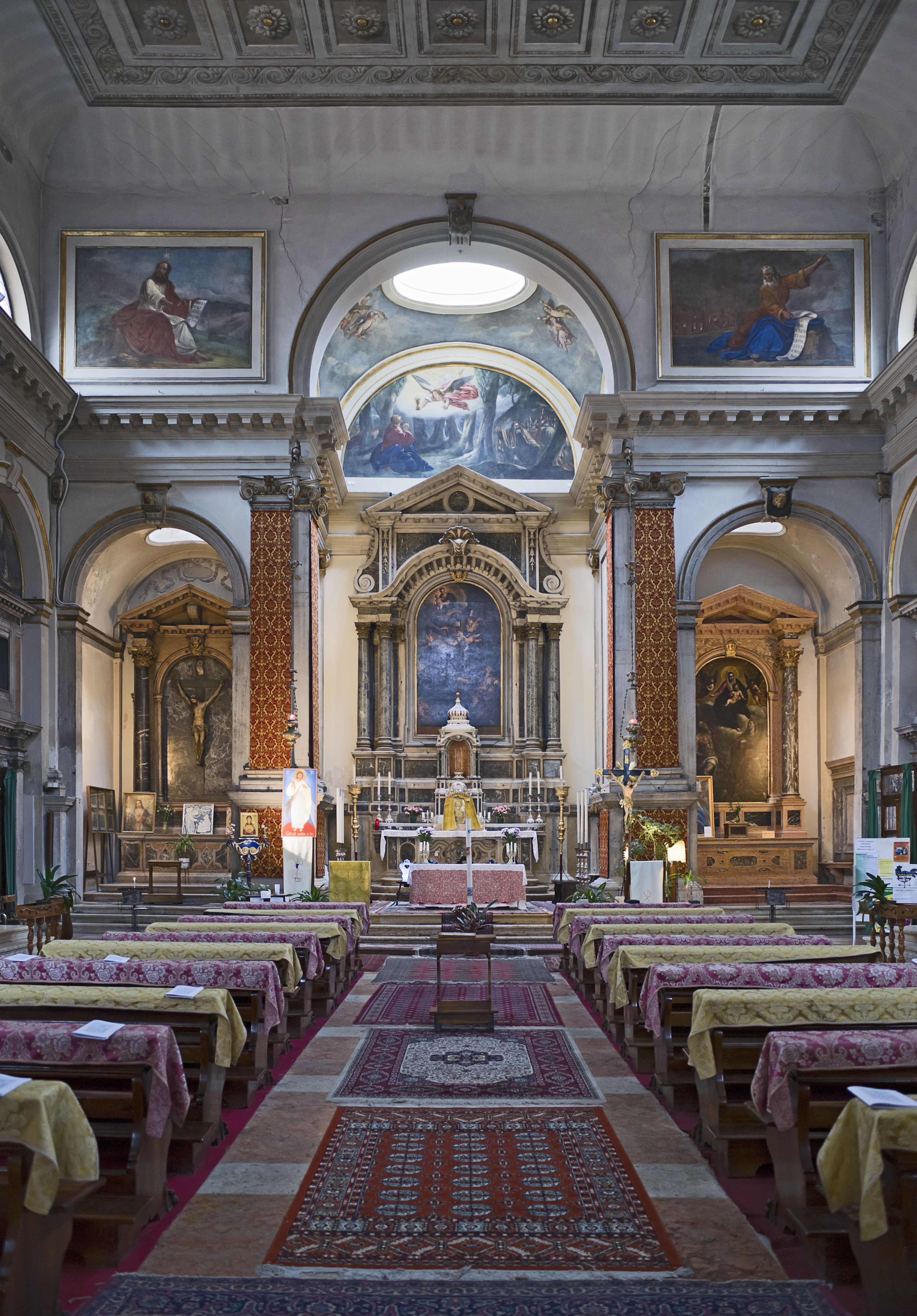
L'interno
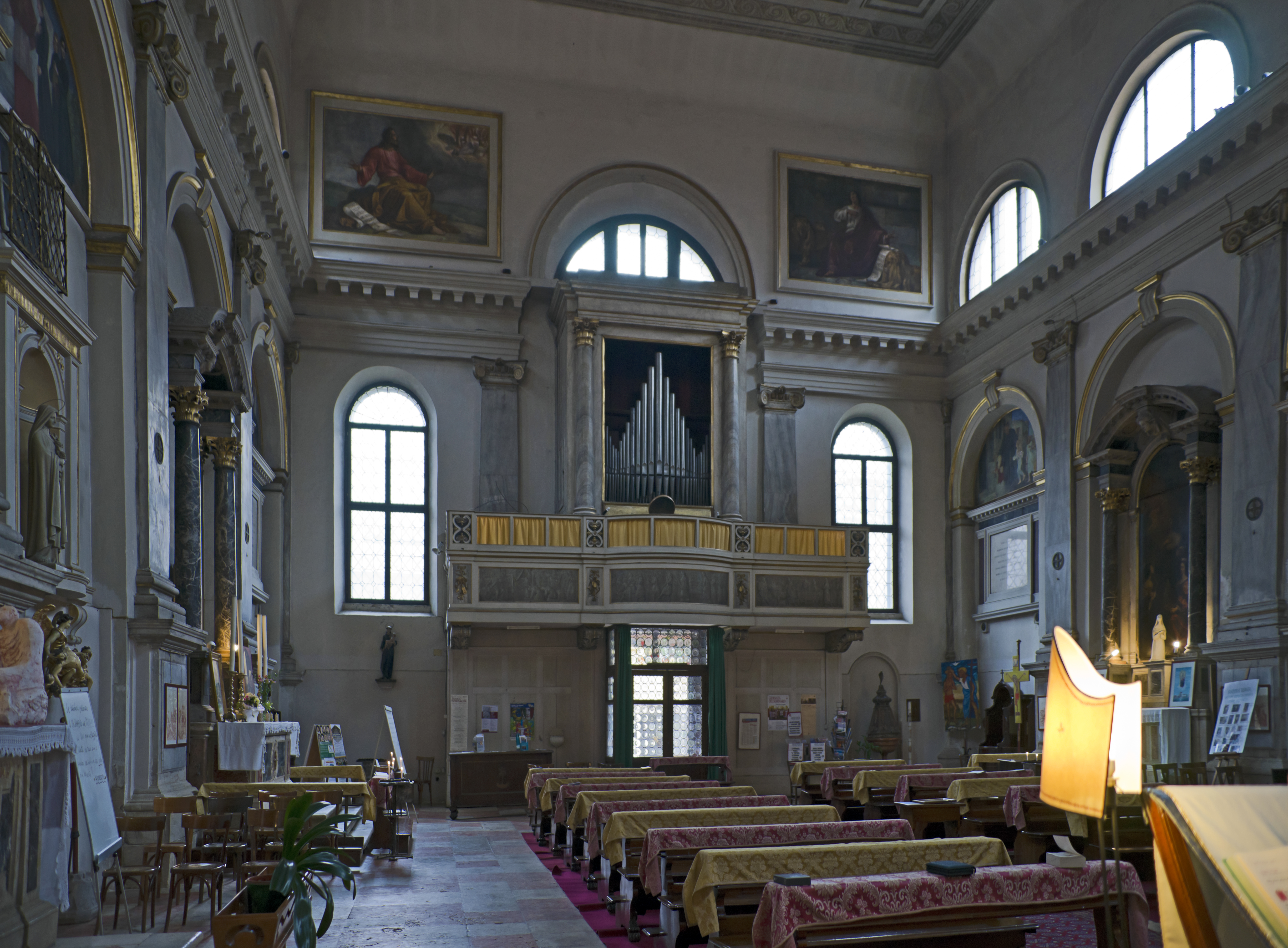
L'organo
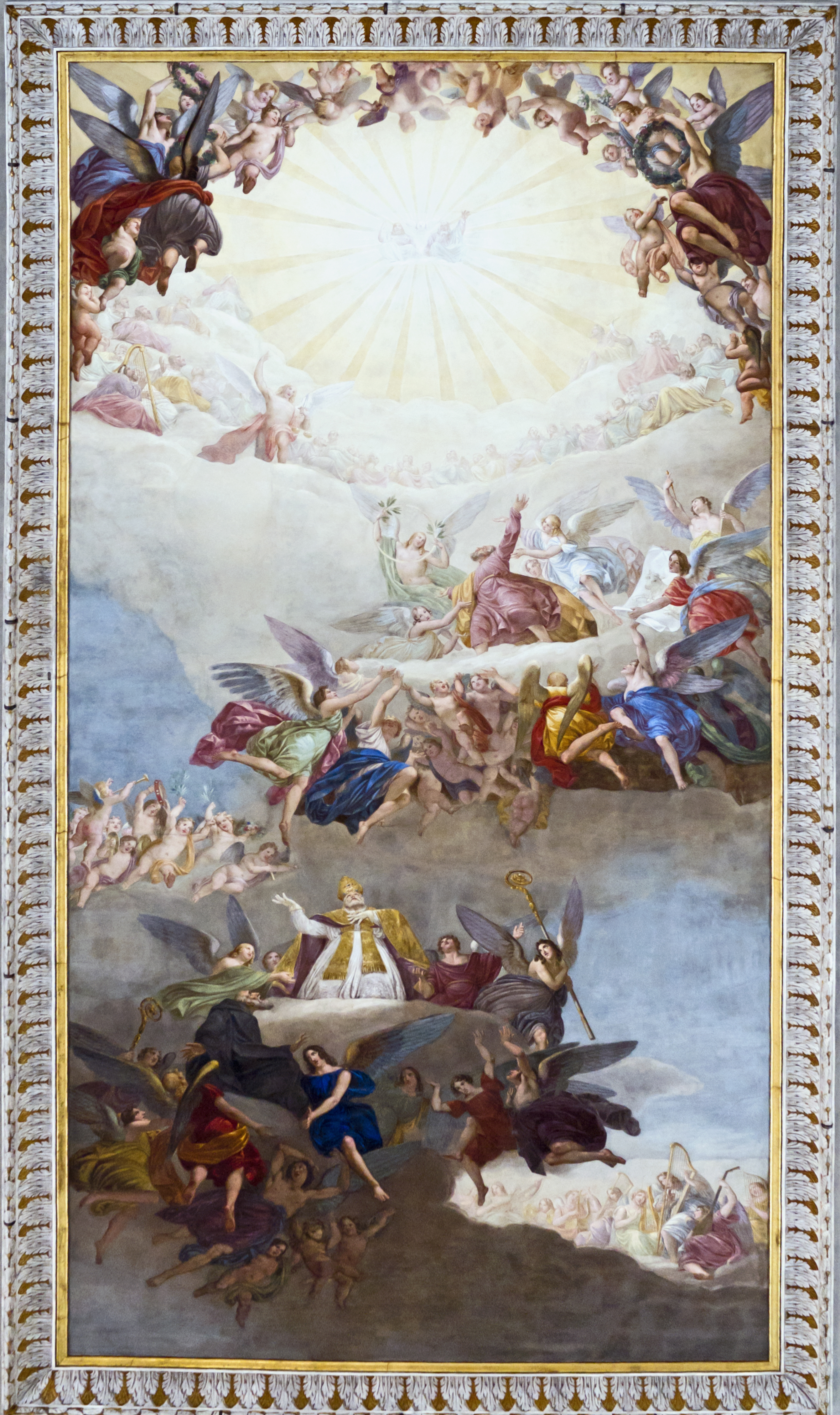
Il soffitto